# Paulon de Mauvans
Paulon de Mauvans, ou Paul de Mauvans, ou Paulon de Richieu, seigneur de Mauvans, mort le 25 octobre 1569 à  Mensignac, est un capitaine huguenot des deux premières guerres de religion.

## Biographie

### Le règne deFrançois II
Son frère Antoine de Mauvans, également calviniste, a été massacré à Draguignan en 1559, alors qu'il ravageait la Haute-Provence[réf. nécessaire] dans le contexte des tensions précédant le déclenchement des guerres de religion en France. Paulon jure alors de venger son frère. 
Lors d'une assemblée tenue à Mérindol en février 1560, il rallie les Églises protestantes de Provence au projet de conjuration d'Amboise. Il lève 2 000 hommes avec lesquels il met le siège devant Pertuis en mars, puis s’en détourne[pas clair]. 
L’édit de Romorantin (mai 1560) provoque des désertions, mais cela ne l'empêche pas de prendre Malaucène, puis de faire sa jonction avec Montbrun, qui commande les huguenots du Dauphiné. Il parcourt ensuite la montagne, pillant les bourgs, notamment Draguignan.

### Les premières guerres de religion (règne deCharles IX)
En 1562, au début de la première guerre de religion, il est engagé par le comte de Tende, gouverneur de Provence d'orientation modérée, pour mettre fin aux ravages du capitaine catholique Durand de Pontevès, qu’il oblige à se retirer à Porquerolles.
La deuxième guerre de Religion commence en 1567. Il est alors à la tête d'un régiment à son nom, le régiment de Mouvans. En 1568, après avoir participé au siège de Chartres (février-mars), il est licencié avec son régiment le 13 mars. 
Rappelé en septembre de la même année, il conduit en 1569 avec Jacques II de Crussol une armée dans le Périgord. S’étant séparé du corps principal de l'armée, il tombe dans une embuscade à Mensignac (au lieudit Chantegeline) et meurt des blessures qu'il y reçoit.